# ヴィルヘルム・レントゲン
ヴィルヘルム・コンラート・レントゲン（独: Wilhelm Conrad Röntgen、発音 [ˈvɪlhɛlm ˈʁœntɡən] ( 音声ファイル)、1845年3月27日 – 1923年2月10日）は、ドイツの物理学者。1895年にX線の発見を報告し、この功績により、1901年、第1回ノーベル物理学賞を受賞した。

## 生涯

### X線の発見まで
1845年3月27日にラインラント（プロイセン王国ライン州）のレンネップ（Lennep、現在はレムシャイトの一部）で生まれた。父はドイツ人で織物商のフリードリヒ・レントゲン、母はオランダ人のシャルロッテ・コンスタンツェ・フローウェインで、裕福な家庭の一人息子だった。1848年、一家はオランダのアペルドールンに移り住み、レントゲンはここで初等教育を受けた。しかし卒業目前の時期に教師にいたずらをした友人をかばったため、ギムナジウムに進学できなかった。結局、1862年から2年半オランダのユトレヒト工業学校で学んだ後、1865年にチューリッヒ工科大学の機械工学科に進学している。1868年に機械技師の免状を取得したが、チューリッヒ工科大学でルドルフ・クラウジウスの工業物理の講義を聞き、物理への関心が高まったという。クラウジウスの後任のアウグスト・クントに師事し、1869年に『種々の気体の熱的性質に関する研究』で博士号を取得した。
1870年にクントが再びクラウジウスの後任としてヴュルツブルク大学の教授になると、その助手となった。1872年にはチューリッヒ時代から交際して在学中に婚約していた6歳年上のアンナ・ラディッグと結婚している。アンナは後に、有名な右手のX線写真のモデルを務めている。同年クントがストラスブール大学に移ったため、これに帯同して引き続き助手となった。この頃からレントゲンは独立して実験を行うようになる。
1874年に大学教授となる資格を得て、1875年から約1年間ホーエンハイム農業学校で数学と物理の教授を務めている。しかし、実験を行なう時間がないため助教授としてストラスブール大学に戻った。ストラスブール大学では主に物理定数の精密測定を行ない、気体や液体の圧縮率、旋光度などに関して15本の論文を発表している。これらの業績が評価され、1879年にはグスタフ・キルヒホフやヘルマン・フォン・ヘルムホルツの推薦を得てギーセン大学の物理学の正教授に就任した。ギーセン大学では、カー効果や圧電効果など、光学や電磁気学に関する研究を行なっている。また、実子がいなかったため1887年に妻の姪を養女とした。
1888年にクントがベルリン大学に移り、ストラスブール大学では後任としてフリードリヒ・コールラウシュをヴュルツブルク大学から迎えた。このためヴュルツブルク大学でもポストが空き、クントやコールラウシュの推薦もあってレントゲンが教授として招かれた。同年に発表した『均一電場内での誘電体の運動により生じる電気力学的な力』という論文ではマクスウェルの電磁理論を実験的に証明し、レントゲン電流と呼ばれる現象（変位電流）を発見した。1894年には同大学の学長に選ばれている。ヴュルツブルク大学では圧力をかけた時の固体や液体の物性変化を研究し、1895年10月から放電管の実験を始めた。これが翌月のX線の発見へと繋がった。

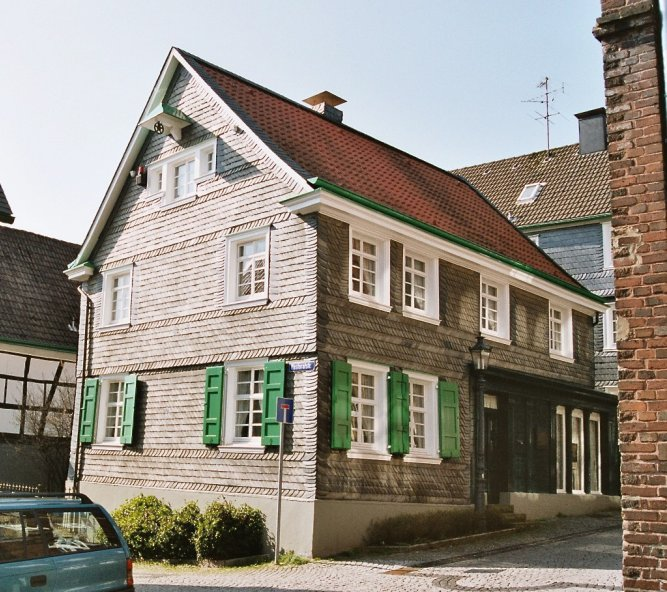
レントゲンの生家
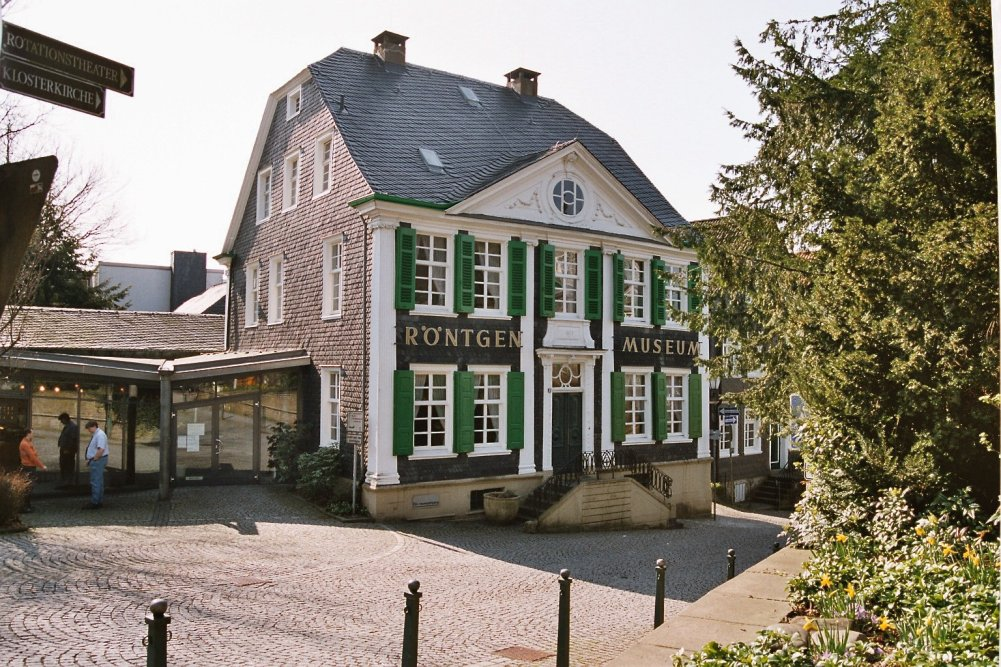
レントゲン博物館

### X線の発見

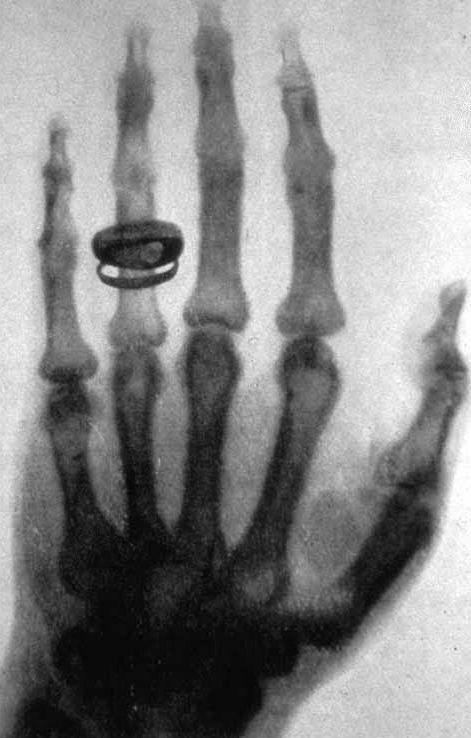
1896年1月23日にレントゲンが撮影したアルベルト・フォン・ケリカーの手のX線写真

当時、ハインリヒ・ヘルツやフィリップ・レーナルトらによって真空放電や陰極線の研究が進められていた。陰極線は電子の流れだが、金属を透過することから当時の物理学では粒子の流れではなく、電磁波の一種と考えられていた。レントゲンもこれらの現象に興味を持ち、レーナルトに依頼して確実に動作するレーナルト管を譲り受けた。なおX線の発見に関する論文でこれに対する謝辞がなかったため、レーナルトから激しい怒りを買っている。
レーナルト管は管全体が弱い光を帯びるので、陰極線を見やすくするためにアルミニウム窓以外を黒い紙で覆った。さらに、アルミ窓はないが似た構造のクルックス管からも陰極線のようなものが出ているかもしれないとレントゲンは考えた。クルックス管は陰極、陽極ともに白金が使われており、これに20kV程度の電圧を印加するので、陰極から出た電子は陽極の核外電子を弾き出して遷移が起き、白金の特性X線が生じていたことが後にわかった。レントゲンは陰極線が出るならばクルックス管よりも弱いはずだと考え、見やすくするため同様に黒い紙で全体を覆った。さらに、検出のために蛍光紙（シアン化白金バリウムの紙）を用意した。
1895年11月8日、ヴュルツブルク大学においてクルックス管を用いて陰極線の研究をしていたレントゲンは、机の上の蛍光紙の上に暗い線が表れたのに気付いた。この発光は光照射によって起こるが、クルックス管は黒い紙で覆われており、既知の光は遮蔽されていた。状況的に作用の元は外部ではなく装置だとレントゲンは考え、管から2メートルまで離しても発光が起きることを確認した。これにより、目には見えないが光のようなものが装置から出ていることを発見した。後年この発見の時何を考えたか質問されたレントゲンは、「考えはしなかった。ただ実験をした」と答えている。実験によって、以下のような性質が明らかになった。
- 1,000ページ以上の分厚い本やガラスを透過する
- 薄い金属箔を透過し、その厚みは金属の種類に依存する
- 鉛には遮蔽される
- 蛍光物質を発光させる
- 熱作用を示さない

また、検出に蛍光板ではなく写真乾板を用いることで、鮮明な撮影が可能になった。
光のようなものは電磁波であり、この電磁波は陰極線のように磁気を受けても曲がらないことからレントゲンは放射線の存在を確信し、数学の未知数を表す「X」の文字を用いて仮の名前としてX線と命名した。7週間の昼夜を通じた実験の末、同年12月28日には早くも"Über eine neue Art von Strahlen"（『新種の放射線について』)という論文をヴュルツブルク物理医学会会長に送っている。さらに翌1896年1月には、妻の薬指に指輪をはめて撮影したものや金属ケース入りの方位磁針など、数枚のX線写真を論文に添付して著名な物理学者に送付した。

### 発表後の反響、その後
X線写真という直観的にも非常にわかりやすい結果を伴っていたこと、またそれまでの研究でレントゲンが物理学の世界で一定の名声を得ていたことから、発表は急速に受け入れられた。1896年1月14日には英語版が早くも『ネイチャー』(Nature)に、次いで1月24日には『エレクトリシアン』(Electrician)、2月14日には『サイエンス』(Science)に掲載された。フランス語版も2月8日に L'Eclairage Electrique に掲載された。また、同年1月13日にはドイツ皇帝ヴィルヘルム2世の前でX線写真撮影の実演をしている。1月23日に地元のヴュルツブルクでも講演会と実演を行なった。なお、レントゲンは発表を非常に嫌っていたため、これが唯一の講演会だったとされる。
国外にも情報は速く伝わり、発見から3か月後の3月25日には旧制第一高等学校の教授・水野敏之丞によって日本の科学雑誌でも紹介され、同年飯盛挺造は「Röntgen氏ノX放射線ニ就テ」という題で講演をした。また、アメリカでは透視への不安から「劇場でのX線オペラグラス禁止条例」がトレントンで2月9日に可決される騒ぎとなった。
X線に関する論文をさらに2報発表した後、1900年にレントゲンはミュンヘン大学に実験物理学の主任教授として移った。ここの物理教室での同僚にマックス・フォン・ラウエがおり、1912年にX線回折像の撮影を行なってX線が電磁波であることを初めて明らかにした。X線の正体はこれまで謎であったが、透過性の高いX線の発見はただちにX線写真として医学に応用されたため、この功績に対し1901年最初のノーベル物理学賞が贈られている。ミュンヘン大学には1920年まで在籍していたが、この間に書いた7報の論文は結晶の圧電効果など全てX線に関係のないものであった。なお、1919年には妻が亡くなっている。レントゲンは科学の発展は万人に寄与すべきであると考え、X線に関し特許などによって個人的に経済的利益を得ようとは一切せず、ドイツの破滅的インフレーションの中で癌のため1923年2月10日に逝去した。ノーベル賞の賞金についても、ヴュルツブルク大学に全額を寄付している。墓はギーセンの旧墓地 (Alter Friedhof) にある。

## その他
X線の発見は他の発見と同様にレントゲン一人でなしえたものではなく、各国の研究者たちが研究を重ねた末の、ある意味で必然的な発見だった。しかし、クルックス管から未知の電磁波が出る可能性を検討したことはレントゲンの独創的な発想によるものであり、現在X線の発見の功績は彼に対して与えられている。同僚の解剖学教授だったアルベルト・フォン・ケリカーの提案がきっかけでX線はレントゲン (Röntgen Rays) とも呼ばれるようになったが、当人はレントゲンと呼ばれることを好まず、自らが仮の名とした「X線」と常に呼んでいた。
2003年、『ライフ』誌は、レントゲンが初めて撮影したX線写真を「世界を変えた100枚の写真」の1枚に選んだ。
2004年には、原子番号111の元素が彼の名前にちなんでレントゲニウムと命名された。理由はレントゲンがX線を発見してからおよそ100年後にこの元素が発見されたためである。なお、ドイツの物理学者として広く知られるが、戸籍上はオランダ人である。ヨーロッパでは科学者の国籍への関心が低いため、特に議論の対象となっていないという。

## 受賞歴
- 1896年 ランフォード・メダル、 マテウチ・メダル
- 1897年 エリオット・クレッソン・メダル
- 1900年 バーナード・メダル
- 1901年 ノーベル物理学賞
- 1918年 ヘルムホルツ・メダル